# Vườn quốc gia rừng hóa đá
Vườn quốc gia rừng hóa đá (tiếng Anh: Petrified Forest National Park) là một vườn quốc gia Hoa Kỳ trong các quận Navajo và Apache ở phía đông bắc tiểu bang Arizona. Trụ sở cơ quan quản lý vườn quốc gia nằm ở 26 dặm (42 km) về phía đông của Holbrook dọc theo xa lộ liên bang Interstate 40 (I-40) song song với Southern Transcon của đường sắt BNSF của, sông Puerco, và tuyến xa lộ lịch sử Route 66, tất cả qua vườn quốc gia gần phía đông-tây. Được đặt tên theo các trầm tích lớn gỗ hóa thạch, vườn quốc gia có diện tích khoảng 146 dặm vuông (380 km2), bao gồm thảo nguyên cây bụi bán sa mạc cũng như các vùng đất cằn cỗi cao bị xói mòn và đầy màu sắc. Khu vực này có phần phía bắc trong đó mở rộng vào Painted Desert, được công nhận là di tích quốc gia vào năm 1906 và một vườn quốc gia vào năm 1962. Khoảng 600.000 người ghé thăm vườn quốc gia này mỗi năm và tham gia vào các hoạt động bao gồm tham quan, chụp ảnh, đi bộ đường dài, và du lich ba lô.
Với độ cao trung bình khoảng 5.400 feet (1.600 m) trên mực nước biển, vườn quốc gia này có khí hậu gió khô với nhiệt độ dao động từ mức cao vào mùa khoảng 100 °F (38 °C) xuống mức thấp mùa đông thấp dưới điểm đóng băng. Hơn 400 loài thực vật, chủ yếu là cỏ như cỏ bụi, cỏ xanh, và sacaton, được tìm thấy trong vườn quốc gia. Hệ động thực vật bao gồm các loài động vật lớn như linh dương sừng nhánh, chó sói, mèo rừng, và các loài động vật nhỏ hơn nhiều, chẳng hạn như chuột nai, rắn, thằn lằn, bảy loài động vật lưỡng cư, và hơn 200 loài chim, trong đó có một số là loài thường trú và trong đó có nhiều loài di trú. Khoảng một nửa số động vật trong vườn quốc gia này được xác định là loài hoang dã.
Rừng hóa đá được biết đến với các cây hóa thạch của nó, đặc biệt là cây đổ đã sống vào cuối kỷ Triat, khoảng 225 triệu năm trước. Các trầm tích có chứa các khúc gỗ hóa thạch là một phần kiến tạo Chinle, phổ biến rộng rãi và đầy màu sắc, mà từ đó các Painted Desert (sa mạc hội họa) được đặt tên. Bắt đầu từ khoảng 60 triệu năm trước đây, cao nguyên Colorado, trong đó vườn quốc gia này, đã được đẩy lên do lực kiến tạo mảng và tiếp xúc xói mòn tăng lên. Tất cả các lớp đất đá của vườn quốc gia trên Chinle, ngoại trừ những lớp địa chất gần đây được tìm thấy trong các bộ phận của vườn quốc gia đã bị loại bỏ bởi sức gió và nước. Ngoài các khúc gỗ hóa thạch, hóa thạch được tìm thấy trong vườn quốc gia này cũng gồm có dương xỉ Trias muộn, Cycadophyta, ginkgo, và nhiều loại thực vật cũng như các động vật bò sát khổng lồ được gọi là phytosaur, động vật lưỡng cư lớn, và khủng long thời kỳ đầu. Các nhà cổ sinh vật học đã tiến hành khai quật và nghiên cứu hóa thạch của vườn quốc gia này kể từ đầu thế kỷ 20.
Những người định cư sớm sớm nhất ở khu vực này đã đến cách đây ít nhất là 8.000 năm trước. Khoảng 2.000 năm trước đây, họ đã trồng ngô trong khu vực và ngay sau đó đã xây dựng nhà ở trong các hang ở khu vực nay là vườn quốc gia. Các cư dân đến sau đã xây dựng trên nhà mặt đất gọi là các pueblo. Mặc dù biến đổi khí hậu đã khiến các pueblo bị bỏ hoang vào khoảng năm 1400, hơn 600 địa điểm khảo cổ, bao gồm các bản khắc đá, đã được phát hiện trong vườn quốc gia này. Trong thế kỷ 16, các nhà thám hiểm Tây Ban Nha đến thăm khu vực, và giữa thế kỷ 19, một đội khảo sát Hoa Kỳ đã tiến hành khảo sát một tuyến đường Đông-Tây thông qua khu vực vườn quốc gia và đã nhận thấy các khúc gỗ hóa thạch. Sau đó, đường bộ và đường sắt theo tuyến đường tương tự và đã dẫn đến gia tăng hoạt động du lịch, và trước khi khu vực này được bảo vệ. Nạn trộm cắp gỗ hóa thách vẫn còn là một vấn đề trong thế kỷ 21.

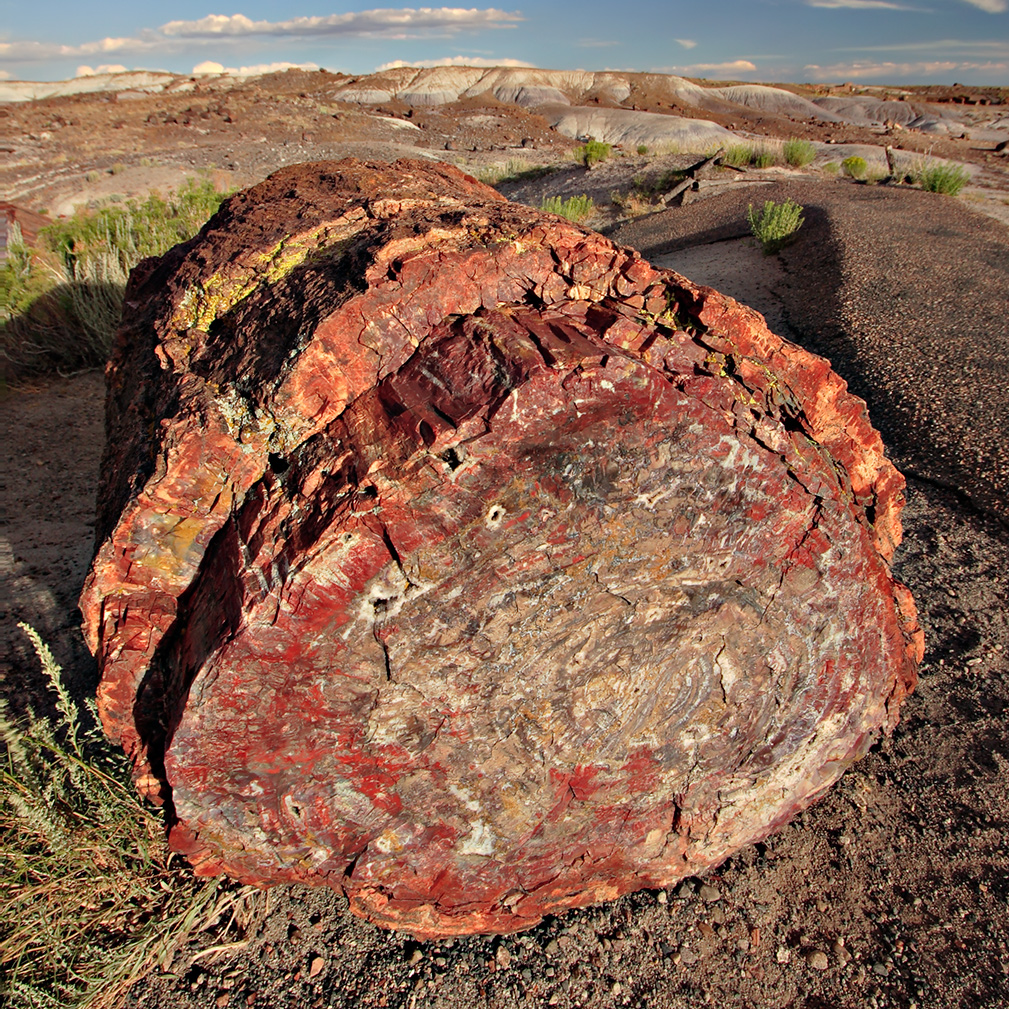
Một khúc gỗ hóa thạch

## Địa lý

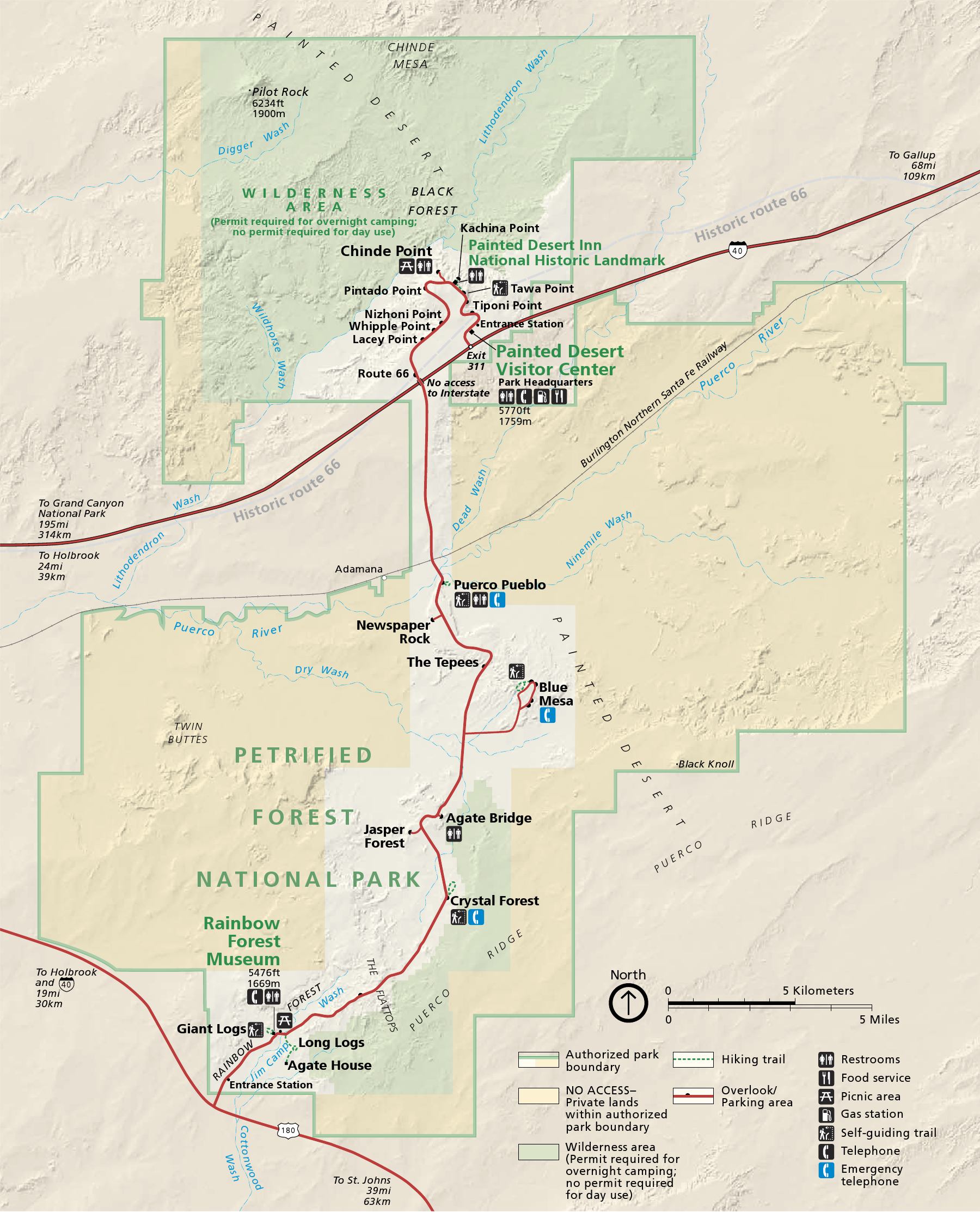
Bản đồ vườn quốc gia

Vườn quốc gia rừng hóa đá nằm giữa biên giới giữa quận Apache và quận Navajo ở phía đông bắc tiểu bang Arizona. Vườn quốc gia có chiều dài khoảng 30 dặm (48 km) dài từ bắc đến nam, và chiều rộng của nó thay đổi từ một tối đa khoảng 12 dặm (19 km) ở phía bắc đến tối thiểu khoảng 1 dặm (1,6 km) dọc theo một hành lang hẹp giữa phía bắc và phía nam, nơi vườn quốc gia mở rộng một lần nữa đến khoảng 4 đến 5 dặm (6 đến 8 km)..
I-40, trước đây là xa lộ 66, Đường sắt BNSF, và sông Puerco chia hai vườn quốc gia gần như đông-tây dọc theo một lộ trình tương tự. Adamana, một thị trấn ma, có cự ly khoảng 1 dặm (1,6 km) về phía tây của vườn quốc gia dọc theo tuyến BNSF. Holbrook, khoảng 26 dặm (42 km) về phía tây của trụ sở quản lý vườn quốc gia theo I-40, là thành phố gần nhất. Đường bộ qua vườn quốc gia chia đôi vườn quốc gia theo hướng bắc-nam, chạy giữa I-40 gần vườn quốc gia ở phía bắc và xa lộ 180 ở phía nam. Tuyến đường bộ lịch sử 180, chạy qua rìa phía nam của vườn quốc gia. Giống như xa lộ 66, nó đã xuống cấp và bị đóng. Nhiều con đường bảo trì không trải nhựa, đóng cửa đối với công chúng, giao nhau với đường bộ vườn quốc gia tại các điểm khác nhau. 
Vườn quốc gia có diện tích khoảng 146 dặm vuông Anh (380 km2). Các ranh giới Navajo Nation giáp vườn quốc gia ở phía bắc và đông bắc.

## Tác phẩm trích dẫn
- Ash, Sidney (2005). Petrified Forest: A Story in Stone (ấn bản thứ 2). Petrified Forest National Park, Arizona: Petrified Forest Museum Association. ISBN 978-0-945695-11-0.
- Jones, Anne Trinkle (1993). Stalking the Past: Prehistory at the Petrified Forest. Petrified Forest National Park, Arizona: Petrified Forest Museum Association. ISBN 978-0-945695-04-2.
- Hansen, Monica L.; Thomas, Kathryn A. (2006). "The Flora of a Unique Badland and Arid Grassland Environment: Petrified Forest National Park, Arizona". Trong Parker, William G; Thompson, Patricia A. (biên tập). A Century of Research at Petrified Forest National Park: Bulletin No. 63. Flagstaff, Arizona: Museum of Northern Arizona. ISBN 978-0-89734-133-2.
- Van Riper, Charles,  III; Lamow, Marg (2006). "A 2006 Bird Checklist for Petrified Forest National Park". Trong Parker, William G; Thompson, Patricia A. (biên tập). A Century of Research at Petrified Forest National Park: Bulletin No. 63. Flagstaff, Arizona: Museum of Northern Arizona. ISBN 978-0-89734-133-2.{{Chú thích sách}}:  Quản lý CS1: nhiều tên: danh sách tác giả (liên kết)